# José Calvo Sotelo
José Calvo Sotelo (Tui, Pontevedra, 6 de maio de 1893 — Madrid, 13 de julho de 1936) foi um político e jurisconsulto direitista espanhol, ministro das Finanças entre 1925 e 1930 (durante a ditadura de Primo de Rivera). Foi exilado durante os primeiros anos da Segunda República Espanhola, para além de ter sido eleito deputado em todas as legislaturas. Destacou-se como líder monárquico, através do partido Renovação Espanhola, embora não tenha mantido uma muito boa relação com as outras forças da direita: a maioritária (Confederação Espanhola de Direitas Autónomas), partidária de contemporizar com a República e com as minoritárias, entre as quais estava a Falange Espanhola.
No turbulento período entre Fevereiro e Julho de 1936, protagonizou vários debates nas Cortes, solicitando ao Governo que restabelecesse a ordem pública, afirmando que, caso contrário, tal tarefa deveria ser assumida pelo Exército. Depois de fortíssimos confrontos parlamentares, recebeu ameaças dos seus oponentes, como Dolores "La Pasionaria" Ibárruri, e Ángel Galarza. Foi assassinado por agentes da Guarda de Assalto e por pistoleiros socialistas na madrugada de 13 de Julho de 1936, presumivelmente por vingança do assassinato pela extrema direita do tenente Castillo, ocorrido umas horas antes. A sua morte desencadeou a revolta militar de Julho de 1936, que iniciou a Guerra Civil Espanhola, e na época de Franco foi reconhecido como Proto-Mártir do Movimento Nacional, tendo-lhe sido outorgado o título póstumo de Duque de Calvo Sotelo, a 18 de Julho de 1948.

## Infância e juventude
Filho do juiz Pedro Calvo y Camina, e de Elisa Sotelo Lafuente, a profissão do seu pai fez com que tivesse que mudar frequentemente de residência durante a sua infância e puberdade. Durante a sua estada na Universidade de Saragoça, onde se licenciou em Direito com nota média de matrícula de Honra, José Calvo Sotelo colaborou assiduamente no diário católico El Noticiero e fundou uma revista universitária chamada La Es…coba, que só durou alguns meses. Uma nova transferência do pai, desta vez para Madrid, permitiu-lhe doutorar-se na Universidade Central com a tese 'O abuso do direito como limitação do direito subjectivo', publicada em 1917 com um prólogo escrito por Gumersindo de Azcárate, obra em que mostrava a sua preocupação pelos assuntos sociais. Foi o primeiro autor a escrever em Castelhano sobre este tema. Em 1942, o Tribunal Supremo (Supremo Tribunal de Justiça)utilizou pela primeira vez esta doutrina.
Foi agraciado com o prémio extraordinário do doutorado, juntamente com Felipe Sánchez Román, sendo convidado pelo político conservador Ángel Ossorio y Gallardo a escrever em Vida Ciudadana (Vida Cidadã), órgão de maurismo no Ateneu de Madrid. A sua entrada no Ateneu permitiu-lhe tomar parte activa nos debates que ali se celebrarão, mantendo fortes polémicas com personagens como Ángel Galarza ou Manuel Azaña, com quem voltaria a debater, agora no Parlamento, durante os últimos meses da sua vida. A partir daqui, Calvo participou em diversos encontros e actividades mauristas, sendo um dos principais defensores da mutualidade operária e plasmando a sua preocupação sobre o tema numa brochura intitulada O proletariado perante o socialismo e o maurismo.
Em 1915, obteve por oposição uma praça de oficial letrado do Ministério da Solidariedade e Justiça. En Junho de 1916, conseguiu à oposição o lugar de Procurador, com um número surpreendente de pontos na sua promoção (40 pontos). Desde 1917 foi professor auxiliar na Universidade Central, cessando funções, por decisão sua, em 1920. Durante o breve período em que permaneceu em Toledo como Procurador, conheceu Enriqueta Grondona, com quem casaria em 28 de Junho de 1918.
Membro da secretaria pessoal de Antonio Maura durante o governo de concentração a que Maura presidiu em 1918 (o chamado Governo Nacional, de Maio a Novembro de 1918), Calvo Sotelo trabalhou desde então num ambicioso projecto de reforma do regime local, que não chegou a ser debatido, mas que seria mais tarde aprovado, durante a Ditadura de Primo de Rivera. Depois dum primeiro fracasso eleitoral nos comícios de 1918, que lhe permitiram ver como funcionava o caciquismo na Galiza. Em 1919, obteve o mandato de deputado pelo Carballiño (Ourense), distinguindo-se nas Cortes pelas suas duras críticas contra o caciquismo e pelas suas preocupações pelos problemas sociais. Neste mesmo ano, escreveu o manifesto da Democracia Cristã, promovido por Severino Aznar, conseguindo que o seu programa social fosse reconhecido pelo Maurismo.
A crise do Governo de Dezembro de 1920 e a convocação de novas eleições fizeram com que Calvo Sotelo perdesse o seu mandato numas renhidas eleições, nas quais o Governo não hesitou em desautorizar o testemunho presencial de vários notáveis para favorecer o seu candidato. Contudo, o assassínio de Eduardo Dato e o desastre de Annual voltaram a alterar o panorama político, e Maura voltou à Presidência do Conselho em Agosto de 1921, nomeando em 3 de Setembro Calvo Sotelo governador civil da Valência, cargo que exerceu até 11 de abril de 1922.
Num novo escrutínio no distrito de Noia, em 1923, não obteve melhores resultados que no anterior. Sublinhem-se o anticaciquismo radical e o carácter galeguista da proclamação com que animou os seus partidários, depois da derrota
Sonhemos todos com uma Galiza livre e com um Noia redimido, e trabalhemos incessantemente por estes santos ideais. Procuremos a liberdade, a justiça e o engrandecimento da nossa terra: a bem ou pela força, os arrivistas, os traidores, os caciques (sic) de toda a laia hão-de nos deixar ser livres. E se tentarem resistir, pior para eles: saberemos combatê-los. Viva a Galiza! Viva Noia! 

## Calvo Sotelo e a Ditadura de Primo de Rivera
Com a tomada do poder por parte de Primo de Rivera e com a autorização prévia de Antonio Maura, Calvo Sotelo aceitou ser nomeado Director Geral da Administração, cargo de que tomou posse em 22 de Dezembro de 1923. Os argumentos regeneracionistas utilizados por Primo de Rivera para derrubar o regime democrático parlamentar encontrariam eco nos projectos políticos de Calvo Sotelo:
| “ | As minhas convicções políticas são democráticas. Acreditei e acredito na necessidade do Parlamento; acreditei e acredito no Sufrágio, mas, precisamente por isso, abominava o regime político vigente. Regime esse que representava um escárnio do Parlamento, uma prostituição do Sufrágio… E quando o general Primo de Rivera surgiu na vida pública espanhola, vi nele um factor providencial de saneamento. Este homem -pensei- há-de derrubar para sempre os velhos procedimentos. Que importam os meios? Ajudemo-lo! | ” |

### Director Geral da Administração
A obra mais significativa de Calvo Sotelo como Director Geral da Administração foi o Estatuto Municipal, publicado em 8 de Março de 1924, fruto da concepção que Calvo Sotelo tinha do Município como "feito social de convivência anterior ao Estado e anterior também, para além de superior, à própria lei. Esta deve limitar-se, portanto, a reconhecê-lo e ampará-lo em função adjectiva […] Afirma, dessa forma, o novo Estatuto, o pleno direito das entidades municipais, e, em consequência, reconhece a sua capacidade jurídica integral em todos os órgãos do direito e da vida". Para além disso, sempre segundo Calvo Sotelo, "o Estatuto baseia-se numa concepção optimista do povo espanhol. A lei derrogada, com o seu critério centralizador e absorvente, opunha-se ao cidadão como um muro muitas vezes intransponível. Pelo contrário, as energias locais, antes oprimidas, poderão agora desenvolver-se amplamente."
O Estatuto tinha três aspectos fundamentais:
1. O desejo de democratizar a vida local. Permitia-se o voto a partir dos 23 anos; estabelecia-se a representação proporcional nas câmaras de representantes; outorgava-se o voto às mulheres emancipadas e chefes de família ("entre todas as inovações do Estatuto, talvez seja esta a mais interessante e transcendente", afirmaria Calvo Sotelo, que não conseguiu que o Directório Militar reconhece-se o direito a votar de todas as mulheres, mas que considerava que o importante era ter conseguido dar o primeiro passo); garantia-se o voto secreto; estabelecia-se o referendo municipal para certas questões, incluindo a substituição do alcalde (o equivalente espanhol do Presidente da Câmara Municipal)… Apesar disso, nem todos os representantes se elegiam por sufrágio, propondo-se que uma terceira parte dos mesmos fossem corporativos.
2. O aumento das competências e obrigações dos municípios, que podiam organizar-se como desejassem, optando por fórmulas que iam desde o "concelho aberto" ao regime "de carta". Os municípios poderiam fazer acordos de gestão livremente, mesmo que pertencessem a províncias diferentes, e também fundirem-se ou separarem-se mediante permissão das respectivas assembleias legislativas de província. Entre as suas novas competências, contava-se a capacidade de construir linhas ferroviárias, licenciar empresas urbanísticas, "acordar a municipalização, incluindo com monopólio, de serviços e empresas que hoje seguem um regime de liberdade industrial", pelo que se permitiriam as oportunas expropriações. Entre as suas responsabilidades e deveres, destacava-se o de secundar as leis sociais sobre casas baratas, pensões de reforma e seguros de doença; o de disponibilizar instalações para escolas e supervisionar e prover as necessidades das mesmas, tal como o de prover sistemas sanitários e cuidados de reflorestação, etc.
3. A reforma das Finanças Municipais, desenvolvida por Antonio Flores de Lemus, que previa a formação de condições extraordinárias para impulsionar as iniciativas de interesse público, permitindo aos municípios a emissão de dívida para tal propósito. Ao mesmo tempo, aumentavam-se os seus recursos ordinários e criava-se uma autoridade sobre os terrenos incultos ou deficientemente cultivados.

O Estatuto, contudo, viu-se muito alterado, especialmente no que concerne às disposições relativas à eleição dos membros da assembleia municipal, que nunca se chegarão a pôr em prática.
Um ano depois, em 20 de Março de 1925, é promulgado o Estatuto Provincial, que contemplava a província não como uma região administrativa ao serviço do Estado, mas sim ao serviço dos municípios que a integravam. Limitava-se o poder dos governadores civis e os municípios podiam chegar a dissolver as assembleias legislativas de província. Quanto à organização eleitoral e financeira seguiam-se as normas ditadas pelo Estatuto Municipal.
Dentro do Estatuto Provincial, havia um capítulo dedicado à "Região", que foi aprovado graças à insistência de Calvo Sotelo, já que Miguel Primo de Rivera tinha definido um sentido unitário, esquecendo o fervor regionalista, que antes o definira e lhe valera em 1923 a adesão entusiasta dos Catalães (Primo de Rivera tinha dissolvido em 1925 a "Mancomunidad" da Catalunha, o único órgão administrativo supraprovincial desenvolvido graças à Lei de Mancomunidades Provinciais aprovada por Dato em 1913). Segundo o texto, para constituir uma região, era necessário que a iniciativa fosse apoiada por três quartos dos municípios, que representassem pelo menos três quartos da população residente nas províncias visadas, pelo que o projecto de estatuto ficaria assim ratificado pela mesma maioria, e passaria ao Governo para a sua redacção legal e estatutária definitiva, a qual contaria com a assistência do Conselho de Estado. As suas atribuições seriam as do Estado "que não fossem consubstanciais com a sua soberania" e tivessem âmbito regional. Cada Região contaria com a sua própria assembleia executiva, cujas três quartas partes, no mínimo, teriam de ser eleitas por sufrágio universal. Garantia-se a jurisdição do Tribunal Supremo da Nación em todos os assuntos de índole civil e penal, assim como a acção pública gratuita para reclamar contra os actos administrativos da Região. O Governo poderia dissolver uma Região por delitos graves da ordem pública ou segurança nacional, se bem que esta medida devesse ser ratificada pelas Cortes.
Em qualquer caso, e ainda que os ímpetos regionalistas se viessem desenvolver na Valência e Galiza, Calvo Sotelo mostraria posteriormente na página 73 de Os meus serviços ao Estado (1931) a sua oposição absoluta a qualquer veleidade federalista que pusesse em dúvida a unidade de Espanha:
| “ | Ai de Espanha se, por baixo da aparência agradável e inofensiva, rasteja o fel do rancor e toma raízes um afã federalista que pode surgir donde, por pré-existir a desintegração, importa muito unir e fraternizar, porém, sonha-se o dislate onde, pré-existindo a unidade, não seria próprio federar sem a prévia fractura, que provavelmente não tenderia logo a uma união nem espiritual nem física! | ” |

### Ministro das Finanças
Calvo Sotelo foi nomeado Ministro das Finanças no mês de Dezembro de 1925. O seu apoio aos quadros técnicos e administrativos das Finanças, conseguiu aumentar a sua eficácia. A 24 de Dezembro de 1925, apresentou diante do Conselho de Ministros três projectos de decreto destinados a perseguir a fraude fiscal, o mais famoso dos quais foi o que impôs que todos os proprietários devessem declarar a cada trimestre o valor verdadeiro dos seus imóveis rurais e urbanos. Passado esse prazo, se se comprovasse que o valor declarado era inferior a cerca de 50% do real, o Estado poderia proceder à expropriação forçada mediante o pagamento de uma indemnização que não poderia exceder o valor declarado pelos proprietários em mais de 15%. A polémica levantada por tal projecto de decreto foi imensa, ganhando Calvo Sotelo a alcunha de "ministro bolchevique". Primo de Rivera viu-se tão pressionado que optou por voltar atrás, embora se tenha negado a aceitar a demissão de Calvo, que defendeu o seu ponto de vista num discurso pronunciado na Real Academia de Jurisprudência e Legislação, com o título A Contribuição e a riqueza territorial de Espanha. Um decreto real de 25 de Junho de 1926, que aumentou o carácter obrigatório da contribuição territorial, embora sem aumentar as suas bases, pôde considerar-se uma solução de compromisso, que permitiu deste modo aumentar a receita em cerca de 161 milhões de pesetas no período compreendido entre 1923 e 1924 e em cerca de 210 milhões em 1929.
A 18 de Janeiro de 1927, Calvo Sotelo publicou n' A Gazeta de Madrid o seu projecto de reforma fiscal, sobre o qual se abriu um prazo informativo de três meses. O "Imposto sobre o Rendimento e o Lucro", antecedente directo do actual IRPF, aplicava-se a todos os contribuintes segundo os seus rendimentos, seguindo uma escala progressiva, já que se pretendia a igualdade d sacrifício, que, para Calvo Sotelo, "é a verdadeira essência, a medula, a raiz, da equidade e da justiça tributária."  Como noutras ocasiões, o debate suscitado fez com que Calvo Sotelo não conseguisse levar a cabo os seus desígnios, ainda que pudesse efectuar vários retoques nas tarifas de utilidades vigentes.
Apesar de só poder levar a cabo una pequena parte dos seus projectos fiscais, Francisco Comín, cujas estimativas são consideravelmente mais baixas que as de Velarde, destaca que "uma subida de 26% na pressão fiscal em 5 anos não é um sucesso comum; é necessário perceber que entre 1930 e 1935 a pressão fiscal somente cresceu 3,9%". E acrescenta, "o incremento da pressão fiscal no período de Calvo Sotelo foi maior que o que ocorreu durante a República."
Se a política de Primo de Rivera tivesse sido uma política de contenção da despesa pública, talvez a maior eficácia na colheita da receita e o moderado aumento da pressão fiscal tivessem sido suficientes para equilibrar o orçamento. Mas esse não era o caso. O governo decidiu-se por uma política expansiva que, para além dos seus possíveis efeitos positivos de impulso da economia nacional e de criação de emprego, supunha um forte aumento dos gastos. Era, desse modo, necessário conseguir maiores receitas e, com esse objectivo, decidiu-se: a) ordenar a Dívida existente; b) financiar o aforro público com emissões de fundos públicos; c) criação dum sistema bancário de tipo público especializado; d) fomento do aforro com uma consolidação da alta Banca privada espanhola.
O instrumento primordial de que o governo se serviu para pôr em marcha um ambicioso plano de obras e serviços que devia desenvolver-se até Dezembro de 1936 foi a emissão de dívida pública através do denominado "orçamento extraordinário". O enfoque teórico era muito simples. O atraso em que Espanha se encontrava obrigava o Estado a empreender um ambicioso plano de investimentos que permitiria dotar o país, com a máxima rapidez possível, de estradas, escolas, linhas férreas, portos, etc. Não o fazer, seria, na opinião de Calvo Sotelo, conseguir "a solvência da ruína, e digo a ruína, porque quando se suprime o indispensável para a vida, morre o ser que assim aspira a ser solvente". Os gastos que tal política supunha eram pagos com muitos dos ingressos ordinários do fisco. Desta forma, a solução que se apresentava era criar um regime de excepção, no qual se enquadrariam os gastos a que esta política desse lugar, e a cujas necessidades se faria frente com a emissão de dívida, contabilizando-se os juros da mesma dentro dos pagos pelo regime ordinário. A polémica em torno deste regime extraordinário e da interpretação económica do mesmo iniciou-se no momento exacto da sua criação e chegou até aos nossos dias. O facto de que o regime extraordinário se financiasse por emissões de dívida criou também uma polémica sobre se o estado em que Calvo Sotelo recebeu as Finanças Públicas era melhor ou pior que quando lá chegaram os seus sucessores (considerando que durante a sua estada no Ministério também levou a cabo uma importante amortização da dívida dos períodos anteriores). O tema foi estudado com atenção por Francisco Comín, que concluiu que o estado das Finanças Públicas, ao finalizar a ditadura era muito melhor que o herdado pela mesma.
"Dentro da marca, um tanto negativa, da política industrial e comercial da Ditadura, aparece um ponto evidentemente luminoso: a criação da Monopólio de Petróleos", destaca o professor Velarde, ao referir-se a uma das na altura mais criticadas iniciativas de Calvo Sotelo. A medida deu lugar a episódios como a visita a Calvo Sotelo e a Primo de Rivera de Sir Henry Deterding, presidente do grupo Shell, com o fim de conseguir que o governo espanhol voltasse atrás (ao não consegui-lo, ameaçou com um embargo de petróleo que deixaria Espanha sem provisões durante um ano, ameaça que não se concretizou graças aos acordos que a ditadura firmou com a União Soviética). O objectivo de Calvo Sotelo não era só o de criar um monopólio com que o Estado tivesse os benefícios da distribuição de combustível, mas também que a CAMPSA devia exercer outras actividades, como a aquisição de abastecimentos petrolíferos, a construção duma frota de petroleiros, a construção de refinarias, etc.
A criação dum sistema bancário de tipo público especializado foi outro dos objetivos de Calvo Sotelo durante o seu exercício do Ministério das Finanças. Dentro das iniciativas desenvolvidas, sem dúvida a mais importante foi o Banco Exterior de Espanha ("Uma das obras de que mais me orgulho", como escreveria posteriormente o seu inventor), embora não tenha esquecido o Banco de Crédito Local, criado em 1925, nem as reformas efectuadas no Banco Hipotecário e o Banco de Crédito Industrial. Também a ele se deve a implantação do Seguro contra perdas, que pôde potenciar a exportação de mercadorias espanholas, para o que se harmonizou a acção das companhias de seguros, o Banco Exterior e o Estado.
Mais polémica que estas medidas foi a tentativa de Calvo Sotelo de manter a cotização da peseta, que depois de ter incrementado notavelmente o seu valor durante os primeiros anos da Dictadura, iniciou uma rápida desvalorização, devida à crise política e institucional que se fazia sentir. Primo de Rivera tinha apresentado o regime como uma forma de governo provisório, "uma letra a noventa dias", que se ia renovando, mas que não mudara o Estado. A Constituição de 1876 não fora substituída —nem sequer suspensa—, e as intenções do regime de aprovar uma nova carta constitucional foram ineficazes perante a oposição que encontrou dentro do próprio ministério o projecto elaborado pela Assembleia Nacional. A fórmula-base seria a consolidação e continuação da obra da Ditadura e deu lugar, em Dezembro de 1930, a duros confrontos entre Miguel Primo de Rivera e José Calvo Sotelo, que acreditava que tudo o que se fizesse devia fazer-se conforme os mecanismos políticos da Constituição de 1876. O resultado destes desentendimentos, e do desgaste sofrido por Calvo Sotelo na opinião pública como consequência da desvalorização da peseta, foi que, em 20 de Janeiro de 1930, o Ditador aceitou a sua demissão. O regime nem sequer lhe sobreviveu uma semana, já que, a 28 de Janeiro, Primo de Rivera apresentava também a sua renúncia ao cargo ao rei Afonso XIII.
Calvo Sotelo fez o seguinte juízo acerca da sua gestão do Ministério das Finanças:
 "Achei umas Finanças avariadas, exaustas, precárias. Por isso, tive de dedicar-me de início ao reforço da receita, à redução da despesa e à melhoria dos serviços. Modernizei a mecânica; simplifiquei a arrecadação ; retoquei alguns tributos; fiz compreensiva e flexível a inspecção fiscal; lutei afincadamente contra a ocultação; aumentei o património do Estado, criando o Monopólio de Petróleos; extirpei a Dívida flutuante, reduzi o volume da dívida perpétua e intensifiquei a amortização da restante consolidada; dotei financeiramente os grandes planos reconstrutivos do país; dei vida ao Banco Exterior, agilidade ao de Crédito Industrial, controlo ao Hipotecário e realidade ao Seguro de crédito à exportação; removi a legislação de Classes passivas, mosaico de rotinas e arcaísmos; abri uma extensa rede de zonas francas; e leguei aos meus sucessores um projecto de reforma tributária cujas directrizes são inevitáveis, se a reforma for abordada de acordo com as correntes mundiais… Trabalhei, enfim, sem recompensas pessoais nem horário, com entusiasmo e austeridade. Satisfeito com o meu trabalho, nem o exalto, nem o deprecio; simplesmente o evoco para lhe associar, de modo ostensivo, toda a minha responsabilidade."|Os meus serviços ao Estado, p. 434.

## O último ano da Monarquia
Um dos episódios que passaram mais despercebidos da breve mas intensa vida de José Calvo Sotelo é o período em que desempenhou a presidência do Banco Central, a que foi chamado em 18 de Fevereiro de 1930. A instituição passava por um momento problemático, devido, entre outras coisas, aos elevados empréstimos efectuados a pessoas que problemas para devolvê-los, e que se sentavam no conselho de administração da entidade bancária. Finalmente, e depois de fazer prevalecer os seus pontos de vista, Calvo Sotelo demitiu-se em 15 de setembro.
Não pôde, contudo, Calvo Sotelo escapar-se nem por uns breves meses da contenda política, pois o seu sucessor, Manuel Argüelles, realizou uma duríssima crítica da sua gestão e procedeu, segundo as regras da economia clássica, à paralisação dos investimentos do Estado para amortizar o défice. O resultado foi um significativo arrefecimento da actividade económica espanhola que fez com que para García Delgado o "erro Argüelles" possa considerar-se "mais importante que qualquer ‘erro Berenguer’ ou ‘erro Aznar’". A controvérsia entre ambos os ministros, publicada originalmente no ABC, foi recolhida por Calvo Sotelo em Os meus serviços ao Estado.
A feroz crítica contra todo o trabalho da Ditadura influenciou, sem dúvida, a decisão de, a 14 de Fevereiro, sete ex-ministros de Primo de Rivera, entre os quais se encontravam o conde de Guadalhorce e Calvo Sotelo, se reunirem para estudar a possibilidade de criar um partido político que defendesse e continuasse a sua obra. Em meados de Março, Calvo Sotelo teve uma entrevista com Primo de Rivera em Paris, conseguindo parecer convencê-lo a apresentar-se às próximas eleições. Mas não teve ocasião de o fazer, pois o Ditador faleceu na manhã seguinte, assistindo Calvo Sotelo ao funeral e publicando no ABC um elogioso artigo em sua memória. A 24 de Março, houve uma nova reunião de vários ex-ministros, a que se juntaram José Antonio Primo de Rivera, filho do Ditador, e José Gavilán, presidente do comité executivo da União Patriótica, ficando decidida a criação da União Monárquica Nacional, cujo manifesto fundacional apareceu em 5 de Abril. Depois de assinalar que "a nossa adesão à obra da Ditadura, no substantivo, não implica a adesão a essa modalidade de Governo", concluía afirmando: "a União Monárquica Nacional julga necessárias aquelas modificações legais que, sem diminuir as prerrogativas e funções próprias das Cortes e do Rei, tendem a robustecer o exercício do Poder executivo."
No Verão de 1930, a União Monárquica Nacional lançou-se numa campanha de mobilização social sem igual dentro dos partidos dinásticos. Calvo Sotelo participou nos actos que aconteceram nas Astúrias e na Galiza, nos quais falou em companhia de José Antonio Primo de Rivera, sem que conste qualquer diferença entre eles, àquela época. Ambos figuravam na lista de 28 deputados que Guadalhorce desejava acordar com Berenguer com vista às próximas eleições às Cortes, eleições que não chegarão a verificar-se pela queda do Governo Berenguer e as consequentes eleições municipais, sendo que as candidaturas republicanas triunfaram nas grandes cidades. Na tarde de 14 de Abril, depois de ser içada a bandeira republicana no município de Madrid, frente ao qual tinha o seu domicílio, e de serem lançados gritos ameaçadores contra a sua pessoa, Calvo Sotelo abandonou a Corte com direcção a Portugal, cuja fronteira cruzou na manhã do dia 15, em companhia de Yangüas Messía e de Guadalhorce.

## Segunda República

### O Exílio (Abril de 1931 – Maio de 1934)
Entrevistado pelo Diário da Manhã em Maio de 1931, poucos dias depois da queima de conventos e edifícios religiosos em Madrid e outras localidades espanholas, Calvo Sotelo não acreditava então na possibilidade duma restauração monárquica, mas mostrou a sua preocupação pelo ataque que acabava de sofrer a Igreja: "É grande e profundo em Espanha, o sentimento católico. Se a república persistir em hostilizá-lo, serão ocasionadas enormes dificuldades." Uma das suas preocupações era que o novo parlamento que se iria constituir não fosse um lugar onde primasse a moderação e se potenciasse a convivência, sendo que se converteria numa câmara radical e sectária: "Se no Parlamento espanhol chegarem a dominar os elementos extremistas, surgirão dias trágicos para a Espanha. E é indispensável impedi-lo, custe o que custar […]Os exclusivismos em política conduzem sempre às hecatombes." A possibilidade de voltar a Espanha não se perspectivava de maneira imediata, já que os ministros da Ditadura que tinham permanecido em Espanha tinham sido presos "não por mandato judicial, mas sim a mando do Governo".
Embora não pudesse regressar, Calvo Sotelo apresentou-se nas eleições de Junho de 1931 e foi eleito deputado pela província de Ourense, publicando um manifesto aos eleitores que merece que se destaquem os seguintes parágrafos:
Sou católico, e creio que, por sê-lo a maioria dos espanhóis, 'o Estado deve manter o culto e o clero'.
		[…] Nada tenho contra a liberdade de culto já decretada, sempre que para a Igreja seja liberdade e não perseguição. Assim, devemos reconhecer-lhe: a)o direito de ensinar e propagar a palavra de Deus; b) o direito de se organizar em Congregações. Votarei, portanto, 'contra a escola laica, a escola única e a dissolução e expulsão das ordens religiosas'. Finalmente, creio que a indissolubilidade do matrimónio, se causa inconvenientes notórios, livra, em troca, a sociedade de males piores. 'Votarei contra o divórcio dissolutório'.
		Sou avançado em matéria social e económica, mas não professo o marxismo; […] porque estimo essencialmente para o progresso humano o desenvolvimento e difusão da propriedade privada, e, em último caso, porque acho vital e insubstituível o fervor religioso na ordenação económica da vida social. Mas frente à propriedade há que exaltar, como fonte suprema de direitos e prerrogativas, outro princípio: o trabalho.
		O imposto progressivo sobre o rendimento, a universalização -em riscos e benefícios- do seguro social, o salário familiar, os arrendamentos colectivos das fincas, o corpo de accionistas operários, a limitação dos poderes financeiros oligárquicos, etc., sem postulados da minha ideologia […]
		Eu não votei na República, mas quiseram-na a maioria dos meus compatriotas, e respeito-a […] Mas 'de fora', devo opinar acerca da estruturação da República nascente, e anuncio que votarei a favor da República de tipo "presidencialista", em que o chefe do Estado seja eleito por sufrágio universal directo, e o Parlamento, por grandes circunscrições e conforme ao sistema da representação proporcional, na sua Câmara popular, e pelos interesses espirituais, económicos e profissionais do país, na sua Câmara Alta.
		Não admito a Confederação. O Federalismo parece-me inadequado. 'Estimo a sagrada unidade da pátria, mas compatível consigo, a autonomia regional', sobre a que fala, com autoridade notória, um texto legal que eu redigi: o livro III do Estatuto provincial, que admite a região […] e define-a com enorme amplitude, ao reconhecer-lhe todas as responsabilidades que o Estado não deva reservar 'consubstanciais com a sua soberania'.
		A esse preceitos me cinjo: Nação, só uma: Espanha; Estado, só um: o espanhol. E dentro dele, as regiões que se queira, com autonomia plena, intensa e profunda, mas sem romper jamais o cordão umbilical que deve uni-las à mãe pátria.
}}
Calvo tinha grandes esperanças de poder regressar a Espanha em virtude do seu mandato de deputado, pois até ao fim da eleição em sufrágio estava indultado de qualquer possível delito político, como tinha acontecido em 1917 com Besteiro (presidente das Cortes de 1931) e Largo Caballero. O assunto discutiu-se no Conselho de Ministros, onde Niceto Alcalá Zamora, Manuel Azaña, Diego Martínez Barrio e Francisco Largo Caballero ficaram em minoria ao sustentar a doutrina de que não devia prender-se um deputado, acordando-se que fossem finalmente as Cortes a decidirem. Não cabe aqui explicar-se a formação e funcionamento da Comissão de Responsabilidades criada pelas Cortes da Segunda República, mas sim dizermos que a criação dum tribunal especial composto por deputados para julgar aqueles que haviam colaborado com a Ditadura (excluindo, isso sim, os socialistas, que, como Largo Caballero, tinham colaborado com o regime, ou os militares que, como Sanjurjo, se tinham sublevado em 1923, mas que ajudaram à implantação da República em 1930), não foi bem recebida por Calvo Sotelo, que acreditava que as responsabilidades que poderiam existir deveriam ser julgadas por um tribunal composto por magistrados. A partir de aqui, a postura de Calvo fez o novo regime endurecer-se muito, e não tardou começar a falar d' "a Ditadura republicana", pois na sua opinião as dictaduras "não se definem pelo órgão, mas pelo procedimento."
Calvo Sotelo foi objecto de um segundo peditório nas Cortes, pois foi denunciado por ter concedido a Juan March um monopólio dos tabacos nas praças de soberania espanhola em África. A acusação não parecia muito fundamentada, pois Calvo Sotelo tinha-se oposto publicamente à concessão deste monopólio, que afinal se adjudicou por decisão de Primo de Rivera. Afinal, o ataque não seria dirigido contra Sotelo, mas contra March, que se tinha negado a financiar os republicanos em 1930, e que acabou por ser preso.
Condenado por um delito de "auxílio à alta traição", a doze anos de reclusão em Santa Cruz de Tenerife e a vinte de inabilitação, com perda de direitos passivos, Calvo Sotelo, que tinha publicado anteriormente a sua defesa em Ao Tribunal Parlamentar de Responsabilidades, tomou de novo a pluma para mostrar a sua preocupação pela deterioração da convivência política dos espanhóis:
De fraternidade é testemunho este folheto, como é a afronta a falha que o motiva. Numa fraternidade cristã e generosa está a futura felicidade espanhola. Mas essa fraternidade não conta para os homens frios e implacáveis que agora mandam no país. As suas redações inflamadas estão embebidas de fel, nas mais diversas formas: o fel da inveja, naqueles solilóquios de antanho em que incubaram o despeito; o fel da arrogância, nestes pseudodiálogos de agora, presididos pelo chicote. A sua musa é amarga e, portanto, estéril. Onde toca, brota o incêndio que devasta, em vez de purificar: chamas rubras de cobiça, chamas vivas de angustia, chamas crepitantes de iracúndia. O rio corre de cinzas, desilusões, estertores, miséria. Mais rancor nas paixões, mais pavor nos pressentimentos, mais dureza no trato, mais distância entre as classes, mais barbárie na atmosfera… )Onde vamos, onde nos levam? Vimos da Fraternidade e querem-nos conduzir ao canibalismo demagógico. Para ele, o implacável desmancho, febril, que pouco a pouco vai sufocando a cordialidade, a efusão, todo aquele, enfim, que gozado é o encanto da vida, e perdido, a sua maldição.
		[…]Frente à arrepiante realidade contemporânea, não parece difícil pressagiar o erro severo da História. Nela, o período 1923-1930 simbolizará estes nomes: Alhucemas, Exposições; o período 1931-32, estes outros: Castilblanco, Villa Cisneros. Paz, paz e paz, então; guerra, guerra e guerra, agora.
		E nesta guerra civil, mas incivil, a nossa condenação será um elo a mais na cadeia de represálias e maledicência. Um simples elo…
}}
Enquanto tudo isto acontecia, Calvo Sotelo tinha mudado a sua residência (e a da sua família) de Lisboa para Paris, estabelecendo-se no Hotel Mont-Thabor. Na capital de França teve ocasião de entrar em contacto com o académico e erudito Charles Maurras, ideólogo do partido monárquico, católico e ultraconservador Action Française, que segundo Eugenio Vegas Latapie, foi o grande impulsionador da Acción Española, exerceu uma grande influência sobre ele, se bem que esta hipótese tenha sido moderadamente questionada por González Cuevas, para quem é muito duvidoso que uma doutrina tão profundamente culturalista e alheia às realidades de carácter socioeconómico como era o tradicionalismo maurrasiano exercesse uma influência determinante sobre o pensamento dum homem que obedecia, acima de tudo, a critérios de ordem prática. Calvo Sotelo, em Paris, esteve aberto a todo o pensamento político francês (não só o de Maurras), e também ao influxo de certas doutrinas que chegavam da Europa, e muito especialmente ao fascismo. De maneira aparentemente paradoxal, entre os seus modelos políticos, encontrava-se também Roosevelt, de cujo ''New Deal'' se mostra um fervoroso adepto em diferentes textos.
Em França, Calvo Sotelo joga um relevante papel entre os políticos monárquicos exilados, participando de maneira activa nos intentos de chegar a uma fusão dinástica entre carlistas e afonsinos, acordo que se via favorecido pela falta de descendência dos Bourbons carlistas. Não era, no entanto, um político cómodo para Afonso XIII, pois embora sempre tivesse defendido a sua pessoa, considerava que se a monarquia tivesse caído em 1931, seria devido a uma série de defeitos que tinha de corrigir: "se algum dia a Espanha mudar o seu regime, nunca será para uma restauração, mas para uma instauração. Isto é, que a Monarquia, mesmo voltando, não poderia voltar a ser nada, absolutamente nada, que era a que pereceu em 1931". Para além disso, Calvo Sotelo considerava necessário que Afonso XIII abdicasse a favor de don Juan, porque ele conseguiria um retorno mais fácil da Monarquia.
Em Agosto de 1932, Calvo seguiu com interesse o pronunciamento de Sanjurjo, aconselhando o general Barrera a que fosse em seu auxílio e implicando-se posteriormente em várias conspirações monárquicas. Em Fevereiro de 1933, Calvo Sotelo mudou-se para Roma, onde teve uma entrevista com Balbo e com Mussolini para conseguir que apoiassem as iniciativas monárquicas, embora tenha sido uma tentativa pouco frutífera.
Durante a sua estada no estrangeiro, Calvo, deixando de receber o seu salário de assessor do Banco de Espanha, ganhou a vida como colunista, enviando grande quantidade de artigos a numerosos periódicos, graças às quais pôde conseguir ingressos equivalentes ao salário que tivera como ministro.
Em Setembro de 1933, Calvo Sotelo foi eleito pelos colégios de advogados como membro do Tribunal de Garantias Constitucionais, embora nem assim tenha voltado a Espanha.

### Regresso a Espanha e criação do Bloco Nacional
Eleito novamente deputado nas eleições de 1933, e obtendo mandato por Orense e A Corunha, Calvo Sotelo não pôde regressar de imediato à Península, pois a CEDA não se atreveu a conseguir ir por diante com a sua incorporação nas Cortes sem a autorização do partido radical, que preferia esperar uma amnistia mais ampla, na qual também fossem incluídos os sublevados de 10 de Agosto e os anarquistas e comunistas que tinham participado em diversas revoltas armadas contra a República. Finalmente, foi-lhe concedida a amnistia, a 30 de Abril, o que permitiu que na madrugada de 4 de Maio fizesse a sua entrada na capital de Espanha. Faltavam dois dias para que fizesse quarenta e um anos, e só lhe restavam dois anos e dois meses de vida.
A 8 de Maio, o seu mandato foi discutido no Congresso, onde foi aprovado com o voto contra dos socialistas, e a 22 celebrou-se um sorteio para determinar qual era a província que devia representar, que voltou a ser Ourense. Já com anterioridade, a dia 11, tinha feito a sua primeira intervenção no parlamento, solicitando ao Governo a nivelação parlamentar, e no dia 18 já teria tomado parte no seu primeiro debate nas Cortes, onde antes de pronunciar o ritual "senhores deputados" não pôde senão exclamar: "tudo chega na vida".
Ainda que Calvo Sotelo se integrasse nas Cortes na minoria da Renovación Española (partido dirigido por Antonio Goicoechea), o aviador monárquico Juan Antonio Ansaldo, que dirigia as represálias da Falange, foi-o visitar na companhia de Ruiz de Alda para ver se era possível integrar-se na Falange. Mas se bem que Calvo Sotelo "lhe estivesse propício", Primo de Rivera "Jamais pôde admitir a possibilidade de ser acompanhado, de igual para igual, com o que foi a mais relevante figura no Governo do seu pai. Contrafeito, quiçá o tivesse aceitado como colaborador subordinado, mas pesava-lhe a companhia de quem, com prestígio paralelo ao seu, arrastava com o seu nome compromissos tradicionais incorruptos". Para além dos zelos de José Antonio, e sempre segundo Ansaldo, havia "uma razão profunda e mais poderosa ainda", que pouco a pouco ia fazendo inevitável a ruptura entre a Falange de José Antonio e a que desejavam Ansaldo e outros elementos afins: "José Antonio não era monárquico."  Ramiro Ledesma, no seu livro Fascismo em Espanha? dá uma versão ligeiramente distinta destes acontecimentos, explicando que Calvo Sotelo solicitou entrar no partido e que José Antonio o recusou, versão que foi copiada por diversos autores, mas cuja fonte está sem dúvida pior informada que Ansaldo, protagonista directo das negociações que narra.
Ao ter permanecido mais de três anos fora de Espanha, a introdução de Calvo Sotelo num posto de primeira fila dentro da vida política espanhola não era fácil. Tal como disse Sáinz Rodríguez antes de abandonar Paris: "A tua situação é a dum cantor eminente que chega a uma cidade onde todos os teatros estão alugados. Tu não podes ser o chefe da Renovação, ou seja, da minoria monárquica, porque já o é Goicoechea. Não podes presidir a certas direitas da república, porque já o está a fazer Gil Robles. Nem sequer podes fazer a aproximação s fórmulas de tipo fascista como modalidade nacional, porque é o que faz Primo de Rivera. De maneira que, para que tu possas actuar livre e eficazmente, é preciso que encontremos uma fórmula pela qual, sem chocar com todos estes elementos, tenhas uma liberdade de movimentos e uma personalidade própria."  A 14 de Junho, numa entrevista concedida ao ABC, Calvo Sotelo explicou a necessidade de articular um "bloco ou aliança" com as forças que não aceitavam a Constituição de 1931, pese embora que manteve várias conversas a respeito da iniciativa e não a pôs publicamente em marcha até depois da revolta socialista de Outubro de 1934. O manifesto fundacional, difundido no mês de Dezembro, contava com apoios de deputados tradicionalistas e da Renovação Espanhola, assim como com o do doutor Albiñana e de alguns independentes que nos meses anteriores se tinham separado da CEDA e dos agrários, grupos aos quais não conseguiu atrair à nova coligação, como nem sequer aos falangistas, com os que o objectivo era criar uma grande formação contrarrevolucionária, não deu em nada. Havia entre os apoiantes um grupo de aristocratas e alguns relevantes intelectuais, como o prémio nobel Jacinto Benavente, Ramiro de Maeztu, José María Pemán e Julio Palacios. Por outro lado, a formação foi acolhida quase com igual desconfiança nos sectores maioritários da Renovação Espanhola e do carlismo, pelo que nunca foi muito operacional, mas ainda serviu para que Calvo Sotelo e os seus mais íntimos colaboradores pudessem manter uma ampla actividade política fora das Cortes, onde também intervinha com frequência.
Em Dezembro de 1935, quando Alcalá Zamora excluiu a CEDA do Governo, mesmo sendo o partido com mais deputados das Cortes, Calvo Sotelo, que estava de cama com ciática, enviou Ansaldo para que falasse com Franco, Fanjul e Goded, a fim de que se opusessem ao que ele considerava "um golpe de Estado presidencial". Ansaldo só pôde falar com o tenente-coronel Valentín Galarza, que transmitiu a sua mensagem aos militares citados, que estavam reunidos estudando o tema, mas que se mantiveram dentro da legalidade graças à opinião de Franco, que considerava que "qualquer acção naquele momento estava condenada ao fracasso por ser injustificada", tal como escreveu numa carta aberta a José María Gil Robles publicada n' O Correio da Andaluzia em plena guerra civil.
Uma nova crise ministerial, promovida também por Alcalá Zamora, deu lugar a que o recém-formado governo perdera a maior parte dos seus apoios no parlamento antes do fim de 1936. O intento de Alcalá Zamora de atrasar as reuniões de Cortes para que o novo executivo tivesse tempo de consolidar-se antes de convocar eleições, foi tornado impossível por Calvo Sotelo, que o denunciou à comissão permanente da Câmara a actuação do Governo e do Presidente da República, com o que o obrigou a dissolver as Cortes e a convocar de imediato os comícios.

### A Frente Popular
Antes de serem convocadas as eleições de 1936, Calvo Sotelo pensou que era muito provável que as fosse perder, e que, nesse caso, haveria uma sublevação militar, pelo que teve uma entrevista com Franco na qual lhe pediu que os militares se mobilizassem antes da consulta popular. "Eu creio que, contas feitas, o Exército deve suportar o que resultar das urnas", foi a resposta do general.
O resultado da primeira volta das eleições de 1936 foi contrário às direitas, e os partidários da Frente Popular vieram de imediato às ruas para celebrar o triunfo e libertar os prisioneiros políticos da revolução de Outubro de 1934. A situação do Governo dificultou-se, já que se se reprimissem as desordens, isso causaria incontáveis vitimas mortais até acontecer a segunda volta das eleições e se houvesse a reunião das Cortes para a formação dum novo executivo. Tanto Franco como Gil Robles, Calvo Sotelo e o próprio Alcalá Zamora pediram a Portela Valladares que se mantivesse no seu posto até ao fim da segunda volta eleitoral, promulgando para isso, se necessário, o Estado de Guerra, que foi o que se fizera em 1933. Portela optou por apresentar a sua demissão, pelo que, em 19 de Fevereiro, Alcalá Zamora encarregou Azaña de formar novo Governo.
Uma vez acontecida a segunda volta das eleições, a comissão de actas das novas Cortes procedeu ao estudo da forma como haviam acontecido os comícios em cada círculo eleitoral, e anulou numerosas listas da direita, incrementando assim a Frente Popular a sua maioria parlamentar, mas com um custo dificilmente comportável pelo sistema, como destacou Alcalá Zamora. "Na história parlamentar de Espanha, não muito escrupulosa, não há memória de nada parecido com a Comissão Eleitoral de 1936." Entre as listas que inicialmente a esquerda se propunha anular, contava-se a de Calvo Sotelo, mas a enérgica defesa que este fez no parlamento, e as pressões exercidas sobre Azaña por vários políticos do centro e do seu próprio partido (especialmente Mariano Ansó), fizeram com que a comissão mudasse a sua atenção para as listas de socialistas e comunistas, e os gritos de "Justiça para os assassinos do povo!" berrados pela Pasionaria, fizeram com que a lista fosse aprovada por cento e onze votos contra setenta e nove. O exemplo serviu para que também se respeitasse a lista de Gil Robles por Salamanca, igualmente questionada, mas entre as anuladas encontrou-se a de Antonio Goicoechea, chefe da Renovação Espanhola, o que aumentou o protagonismo de Calvo Sotelo, que passou a ser o chefe parlamentar da minoria monárquica.
A 15 de Abril, Azaña compareceu nas Cortes para defender o seu programa de Governo, o primeiro dos discursos de resposta foi o de José Calvo Sotelo, que fez uma minuciosa relação dos incidentes acontecidos desde as eleições de Fevereiro que, segundo os seus valores, tinham causado mais de cem mortos e quinhentos feridos. A seguir, destacou as diferenças existentes no interior da Frente Popular, onde coexistiam elementos burgueses e marxistas, e pediu a Azaña que se esforçasse por conseguir a manutenção da ordem, pedido criticado por um duríssimo discurso de Gil Robles. A resposta de Azaña clarificou que o Governo estava disposto a firmar a união Frente Popular acerca da manutenção da ordem.
Dada a censura a que se via submetida a imprensa, a reprodução dos discursos de Calvo Sotelo sobre as perturbações da ordem pública (táctica depois copiada por Gil Robles) era a única forma de os jornais de direita darem a conhecer aos seus leitores o que acontecia em Espanha. Os seus repetidos apelos ao exército, "coluna vertebral da Pátria", para que restabelecesse a ordem que o Governo não podia ou não queria impor, fizeram com que o ex-ministro se convertesse no centro dos ataques da esquerda, sendo para além disso um dos políticos direitistas cujos telefones estavam ilegalmente sob escuta, por ordem de Azaña.

### As sessões parlamentares de 16 de Junho e o 1º de Julho de 1936
A 16 de Junho, a sessão parlamentar correu bem a Gil Robles, que apresentou uma proposta de " rápida adopção das medidas necessárias para pôr fim ao estado de subversão em que vive Espanha", pronunciando um excelente discurso, onde recolheu dados estatísticos sobre os distúrbios ocorridos em Espanha desde o triunfo da Frente Popular, contabilizando um total de 269 mortos e de 1.287 feridos.	
Após uma breve intervenção do socialista de Francisco, tomou a palavra José Calvo Sotelo, que, com o acompanhamento factual nele característico, expôs as suas opiniões sobre a desordem económica a militar reinantes em Espanha. Frente à inacção do Governo, no momento de conciliar os diversos interesses da economia nacional perante o espírito de luta de classes impulsionado pelo marxismo, o líder monárquico afirmou: o conceito de Estado integrador, que administra a justiça económica e que pode ordenar com plena autoridade: ‘não mais haverá greves, lock-outs, interesses pessoais [em detrimento do colectivo], fórmulas financeiras de capitalismo abusivo, salários de fome, salários políticos não ganhos com o devido rendimento, liberdade anárquica, destruição criminosa da produção, já que esta está acima de todas as classes, de todos os partidos e de todos os interesses". (Aplausos.) A este Estado chamam muitos Estado fascista; pois se este é o Estado fascista, eu, que participo dessa ideia de Estado, que acredito nele, declaro-me fascista.
	Visto que Casares Quiroga (que para além de Presidente do Governo depois da nomeação de Azaña para a presidência da República, era Ministro da Guerra) tinha ordenado o controlo do Exército, Calvo Sotelo preveniu-o do perigo de entregar o comando a militares extremistas como forma de consolidar o regime: Quando se fala do perigo de militares monarquizantes, eu sorrio um pouco, porque não acredito –e não me negareis uma certa autoridade moral para formular este pensamento- que exista actualmente no Exército espanhol, qualquer destas ideais políticas individuais, que a Constituição respeita, um só militar disposto a sublevar-se a favor da monarquia e contra a República. Se houver, será um louco, digo-o com toda a certeza (Rumores), mas também considero que será louco o militar que, enfrentando o seu destino, não estivesse disposto a sublevar-se a favor de Espanha e contra a anarquia, se esta existir. (Grandes protestos e contra-protestos.)}}"Não façam Vossas Excelências interpretações menos correctas", advertiu o presidente das Cortes, Martínez Barrio. A seguir, Calvo Sotelo deu diversos exemplos de humilhação do exército e das forças de segurança pelas milícias da Frente Popular, casos resolvidos pelas autoridades, segundo o orador, com notória parcialidade em prol dos comunistas e socialistas. E o mesmo acontecia com uma censura que permitia criticar a Guarda Civil, e contudo proibia dar conta dos sucessos como o de Córdova, onde um guarda foi degolado na Casa do Povo, afirmação esta que deu lugar a uma troca de expressões menos correctas entre Calvo Sotelo e Wenceslao Carrillo, que Martínez Barrio mandou apagar do Diário de Sessões.
O episódio teve continuação, demonstrando Casares Quiroga uma notável inabilidade, e Calvo Sotelo a sua inconfundível ironia, sendo prova de até que ponto as sensibilidades se encontravam à flor da pele: "Eu digo, Sr. Presidente do Conselho de Ministros, compadecido a Vossa Excelência pela carga excessiva que o azar lhe colocou às costas… (O Sr. Presidente do Consejo de Ministros: Não se compadeça Vossa Excelência. Pediu a palavra.- Aplausos.) O estilo de impropério característico do antigo senhorzinho da cidade de A Corunha… (Grandes protestos.- O Sr. Presidente do Conselho de Ministros: Nunca fui senhorzinho- Vários senhores Deputados repreendem o Sr. Calvo Sotelo airosamente.)". A rectificação de Calvo Sotelo não foi em vão: Senhor Presidente do Conselho de Ministros, quando eu comentei, com vera sinceridade, que me compadecia pelo evidente peso da carga que tem sobre os ombros […] Vossa Excelência contestou-me em termos que parlamentarmente eu não irei atacar, claro está, mas que eram francamente impróprios, dizendo que a minha compaixão a atacava de modo violento, e então eu quis dizer ao Sr. Casares Quiroga, ao qual, sem o ter avisado de que o conheci n' A Corunha como um… —já não encontro palavra que não moleste Vossa Excelência, mas que conste que não quero empregar nenhuma má palavra- sportman, como um homem de burguesa posição, um homem de plácido viver, mas acostumado, contudo, que é o que eu queria dizer, ao estilo de impropério, porque Vossa Excelência, sendo homem representativo da burguesia corunhesa, era contudo, o líder dos operários sindicalistas, dos mais avançados, e frequentemente lhes dirigia discursos revolucionários; quis dizer, repito, que não estranhava que, no estilo de impropério de Vossa Excelência, houvesse algumas palavras tão ofensivas. Má intenção? Nenhuma. (Rumores.)
Casares Quiroga considerou tão graves as afirmações de Calvo Sotelo sobre o Exército, que pediu a palavra, na sua condição de Ministro da Guerra, antes que terminassem de intervir os representantes das diversas minorias: Eu não quero cometer o mesmo erro que o senhor, pior ainda se me é lícito dizer, que depois do que fez Vossa Excelência hoje diante do Parlamento, em qualquer coisa que pudesse acontecer, que não acontecerá, o responsabilizarei diante do país. (Fortes aplausos.) Não basta pelos vistos que determinadas pessoas, que eu não sei se são amigas de Vossa Excelência, mas que tenho direito a a supô-lo, vão tentar elevar a moral dos que são susceptíveis de sublevar-se, recebendo às vezes por protesto o empurrão que os arrasta pela escada; não basta que algumas pessoas amigas de Vossa Excelência vão fazendo folhetos, formulando linhas de conduta, realizando uma propaganda para conseguir que o Exército, que está ao serviço de Espanha e da república, pese embora a todos vós e às vossas maquinações, se subleve. (Aplausos.) […] Gravíssimo, Sr. Calvo Sotelo. Insisto: se algo acontecer, Vossa Excelência seria plenamente responsabilizável. (Muito bem.-Aplausos.)}}
O resto do discurso de Casares não só não desmentiu a acusação de falta de equidade no momento de repreender a direita e a esquerda formulada por Gil Robles, como concordou com ela: Que o governo tenha fracassado quanto às medidas de ordem pública que tomou […] que tenha fracassado em todas as manifestações de ordem pública! Vós sabeis bem que não. Não é verdade, Senhor Calvo Sotelo? Quando se vêem agora pelas ruas aquelas magníficas manifestações fascistas de braço ao alto, injuriando os ministros, rodeando os centros públicos, gritando, disparando tiros, et cétera. Mas donde vem tudo isso? Nalgum sector parece que temos imposto um pouco a serenidade. Não é aqui, certamente, que falhou a intenção de ordem pública.}}
A visão de Casares Quiroga foi duramente criticada por Ventosa, cujas intervenções seriam as mais equilibradas e razoáveis da Câmara: se o Governo actual não está disposto a deixar de ser beligerante para ser um Governo que se imponha a todos por igual, com justiça e com equidade, o respeito à lei e ao princípio de autoridade, mais vale que se vá embora; porque acima de todas as combinações e de todos os partidos e de todos os interesses, está o interesse supremo de Espanha, que está ameaçada de catástrofe.}}
A contestação de Calvo Sotelo a Casares Quiroga, que começou com uma nova defesa do Exército, acabou assim:
Eu tenho, Sr. Casares Quiroga, costas largas. Sua senhoria é um homem fácil e pronto para o gesto de desafio e para as palavras de ameaça. Ouvi-lhe três ou quatro discursos na minh vida, os três ou quatro sempre com uma nota de ameaça. Bem, senhor Casares Quiroga, dou-me por notificado da ameaça de Vossa Excelência. Vossa Excelência tornou-me sujeito, e portanto não só activo, como passivo, das responsabilidades que possam nascer de não sei quê. Bem, Sr. Casares Quiroga, repito-o, tenho costas largas; eu aceito com gosto e não desdenho ninguém das responsabilidades que possam derivar de actos que eu realizei, e as responsabilidades alheias, se são para bem da minha pátria (Exclamações.) e para glória de Espanha, aceito-as também. Não faltava mais nada! Eu repito o que São Domingos de Silos disse a um rei castelhano: ‘Senhor, a vida podeis tirar-me, mas mais não podeis’. E é preferível morrer com glória que viver com o vilipêndio. (Rumores.) Mas convido o Sr. Casares Quiroga a que meça as suas responsabilidades devidamente, se não perante Deus, já que é laico, perante a sua consciência, já que é homem de palavra; devidamente, dia após dia, hora após hora, pelo que faz, pelo que diz, pelo que cala. Pense que nas suas mãos estão os destinos de Espanha, e eu peço a Deus que não sejam trágicos. Meça Vossa Excelência as suas responsabilidades, reveja a história dos últimos vinte e cinco anos e verá o esplendor doloroso e sanguinário que acompanha as duas figuras que participaram na tragédia de dois povos: Rússia e Hungria, que foram Kerensky e Karoly. Kerensky foi a inconsciência; Karoly, a traição a toda uma civilização milenária. O senhor não será Kerensky, porque não é inconsciente, tem plena consciência do que diz, do que cala e do que pensa. Queira Deus que Vossa Excelência não possa ser jamais Karoly. (Aplausos.)}}
	Uma questão controversa, mas que não cremos que tenha maior relevância, é se nesta sessão Dolores Ibarruri exclamou, dirigindo-se ao deputado monárquico: "Este homem falou pela última vez". A frase não aparece no Diário de Sessões (o que não significa grande coisa, pois as expressões deste tipo eram omitidas), e La Pasionaria sempre negou tê-la proferido. Contudo, Tarradellas, numa entrevista concedida a Pilar Urbano em 1985, contradisse a sua versão: "Recordo-me do dia em que Dolores Ibarruri disse a Calvo Sotelo aquele ‘falaste pela última vez’, porque eu sentava-me num lugar muito próximo do de Calvo Sotelo". Trata-se, de qualquer forma, dum detalhe que consideramos acessório, pois que La Pasionaria ameaçasse os deputados da direita não era nenhuma novidade. Na mesma sessão do 16 de Junho, afirmou referindo-se a Calvo Sotelo e Martínez Anido: "para vergonha da República espanhola não se fez justiça nem com ele nem co Vossa Excelência"; na do 15 Abril tinha afirmado que se Gil Robles se incomodasse de morrer com os sapatos calçados lhos tirariam e lhe poriam umas botas, e noutras vezes tinha exclamado referindo-se aos seus oponentes: "há-que arrastá-los". O ambiente nas Cortes era tal que, ao terminar a intervenção de Calvo Sotelo, Besteiro comentou: "Se o governo não fecha o Parlamento até que se acalmem os ânimos, seremos nós mesmos a que desencadear, aqui dentro, a guerra civil".
Não foi a sessão de 16 de Junho a última em que falou José Calvo Sotelo, que também tomou a palavra nas do dia 18 de Junho, em que se queixou dum telegrama insultante que lhe tinha enviado o Governador de Oviedo, e no 1º de Julho, na qual os deputados da direita denunciaram a situação caótica que se vivia nas zonas rurais. A intervenção de Calvo Sotelo foi de início de carácter técnico, denunciando que a base do problema era que as cidades viviam às costas do campo, e atacando também as medidas de repartição de terras do Governo, cujo resultado era criar explorações antieconómicas. O seu discurso, começado com alguma paz, começou a provocar duras reacções dos deputados da esquerda quando lhe ocorreu destacar que Marx se tinha enganado nas suas predições e criticou a Rússia soviética: Marx anunciou o crescimento progressivo do proletariado no seu volume numérico até que chegasse um momento em que todos os meios da produção estivessem ocupados por uma única pessoa. Então, se antes não se tivesse produzido a revolução socialista, seria facílima a expropriação dos expropriadores. Mas a realidade diz-nos em todo o mundo que, chegado um instante, com o desenvolvimento da industrialização, faz uns quantos anos (quantos? Quinze, vinte, não sei) em que tinha parado o crescimento do volume numérico do proletariado e em troca aumentaram consideravelmente as novas classes médias de que fala Henri de Man, comparando-as com as antigas, para dizer que assim como aquelas eram liberais no político e autoritárias no económico, estas são liberais no económico e autoritárias no político. É, pois, um feito universal o crescimento da classe média, e quem não o entenda assim, é porque quer fechar os olhos à evidência criada pelo seu sectarismo… (Grandes rumores e protestos.) Acaso em Espanha não há menos propriedade que há trinta anos? Há menos concentração de fortuna em poucas mãos, porque até as acções das Sociedades anónimas serviram de poderoso instrumento de difusão e de divisão da riqueza no maior número de pessoas. O volume das classes médias cresce em todo o lado, e por isso se produziram as revoluções fascistas, reacção instintiva dessas classes médias contra a intenção de… (O Sr. Muñoz de Zafra e outros Sres. Deputados pronunciam palavras que não se percebem.- Grandes rumores e protestos.- O Sr. Presidente toca a campainha reclamando ordem.) Esta é a raiz da revolução fascista: a reacção das classes médias, que não se resignam a ser proletarizadas como estão os habitantes da Rússia; da Rússia, que é um regime de socialismo contra o assalariado e, contudo, acabou por impor um salário uniforme e raquítico, que recusam todos os operários conscientes… (Rumores.- A Sra. Álvarez Resano pronuncia palavras que não se percebem.) Bom seria que aqui, onde há que supor um mínimo de livre discernimento, tivéssemos direito a impormos com gritaria e vozes o acatamento dessas irreais fantasmagorias económico-sociais soviéticas que vós apresentais perante o vosso público apaziguado. (Grandes rumores e interrupções.) […] mais de um quarto do pressuposto russo de ingressos, os do trigo. Como? Comprando o Gobierno russo o trigo a preços irrisórios aos cultivadores e vendendo logo o pão a preços elevadíssimos ao resto da nação. (Grandes e prolongados rumores.) Exploração, farsa, crime! (Novas interrupções.)}}
Num ambiente já muito exaltado Calvo Sotelo leu um folheto segundo o qual a força do fascismo italiano se devia em grande medida à anarquia que existia no campo em 1920-1922, e que deu lugar a que as classes médias agrárias engrossassem as suas fileiras. Pois bem: eu digo aos agricultores espanhóis, especialmente à pequena e média burguesia rural, e aos rendeiros, e aos cultivadores da terra, que hoje vêem enegrecido o seu horizonte por falta absoluta de firmeza na situação presente e de segurança na situação futura; eu digo-lhes que o seu remédio não está neste Parlamento, nem noutro que como este se eleja, nem no Governo actual, nem noutro Governo que a Frente Popular forjasse, nem na Frente Popular mesmo, nem nos partidos políticos, que são confrarias cloróticas de contertúlios; esta… (Interrupções que impedem que se ouça o orador.) Tínheis de ouvir. (O Sr. Bilbao pronuncia palavras que não se percebem.) […] Tenho direito … (Protestos e crespações.) Eu digo aos agricultores espanhóis que a solução dos seus problemas se conseguirá com um Estado corporativo que… (Novas e tumultuosas interrupções que impedem que se ouça ao orador.)}}
Ante a inutilidade das chamadas à ordem do Presidente das Cortes, que nesta ocasião parecem especialmente dirigidas a Calvo Sotelo, o deputado monárquico optou por um "Terminei, senhor Presidente" e sentou-se no seu lugar ouvindo os aplausos da direita, o que deu lugar a que Martínez Barrio se manifestasse entristecido: "Se esses aplausos ao senhor Calvo Sotelo querem dizer que o momento em que terminarem os discursos na Câmara corresponde ao que querem Vossas Excelências, desses aplausos se haverão Vossas Excelências de arrepender imediatamente, assim que se recapacitem do que estão a fazer.". A resposta do cedista Aza: "Significam uma homenagem ao valor do Sr. Calvo Sotelo", deu lugar a um formidável escândalo de que as páginas do ABC deram merecida conta: "os deputados da maioria, postos em pé, saltaram ao hemiciclo e pretenderam agredir o Sr. Aza. Os secretários interpuseram-se e evitaram-no. O presidente dá fortes campainhadas, e no meio da gritaria ensurdecedora, ordena a expulsão do salão do senhor Aza. Este resiste ao princípio, mas os seus próprios companheiros o convidaram a sair. Assim o faz. Isso acalma a atitude dos socialistas e dos comunistas, que passam a sentar-se".
Uma dura intervenção de Gil Robles, que ameaçou que a direita abandonaria a Câmara se permitisse a volta de Aza, fez com que Martínez Barrio reconsiderasse a sua atitude e permitisse o seu regresso, continuando o debate com a mesma virulência que até então. Para o socialista Ángel Galarza, o uso da violência era legítimo contra quem utilizava o lugar "para armar-se em chefe do fascismo e quer acabar com o Parlamento e com os partidos". "Pensando em Vossa Excelência, encontro justificado tudo, incluindo o atentado que lhe tire a vida". "No meio do escândalo inenarrável que se produziu, podia ouvir-se a voz de Dolores Ibarruri, que gritava para os nossos lugares: ‘Há que arrastá-los’", recorda Gil Robles. "A violência, Sr. Galarza, -interveio Martínez Barrio- não é legítima em nenhum momento nem em lugar algum; mas se nalguma situação essa ilegitimidade ganha importância é aqui. De aqui, do Parlamento, não se pode aconselhar à violência. As palavras de Vossa Excelência, no que a isso respeita, não constarão no Diário de Sessões." A resposta do deputado socialista foi quase pior que a sua anterior grosseria: "Eu submeto-me, desde logo, à decisão da Presidência, porque é meu dever, pelo respeito que lhe devo. Agora, essas palavras, que no Diário de Sessões não figurarão, o país as conhecerá, e nos dirá a todos se é legítima ou não a violência."
Não foi por se ter visto obrigado a calar a meio dum discurso que Calvo Sotelo deixou de assistir às Cortes, onde participou em diversas votações nos dias 2, 9 e 10 de Julho. Durante este tempo, preparou febrilmente o discurso que pensava pronunciar no dia 14 no debate que devia celebrar-se sobre a situação da ordem público. Mas como é bem sabido, foi assassinado na madrugada do dia 13.